# Česká vexilologická společnost
Česká vexilologická společnost, z.s. (anglicky Czech Vexillological Society) je nejstarší společnost zabývající se historií a symbolikou vlajek ve střední Evropě. V roce 2024 má přibližně 100 členů.

## Historie
Společnost byla ustavena 29. ledna 1972 pod názvem Vexilologický klub při Obvodním kulturním domě v Praze 3 na Žižkově. Sdružovala zájemce o vexilologii z Čech, Moravy, Slezska a Slovenska. Brzy navázala kontakty i s vexilology z Polska, Sovětského svazu a Německé demokratické republiky. Členové výboru udržovali kontakty s vexilology v západní Evropě a USA. Pro své členy od samého počátku vydává klub čtvrtletník Vexilologie (ISSN 1211-2615) tištěný maloofsetem, od roku 1997 ve spolupráci se Střediskem vexilologických informací anglicky psanou ročenku VEXILOKONTAKT a od roku 2020 existuje internetový newsletter Vlaštovka. Zveřejňuje odborné stati i krátké zprávy o vlajkách a státní heraldice. Při popisu vlajek dodržuje vexilologické názvosloví, které sestavil člen klubu PhDr. Zbyšek Svoboda. V roce 1991 se klub stal přidruženým členem Mezinárodní federace vexilologických asociací (FIAV) a od 23. srpna 1993 je řádným členem (29. člen). Od roku 1996 organizuje každý čtvrtý rok český národní vexilologický kongres. Výroční členská schůze konaná 10. září 2005 rozhodla o změně názvu na Českou vexilologickou společnost. Prvním předsedou společnosti byl od jejího založení v roce 1972 až do roku 2004 Doc. RNDr. Ludvík Mucha, CSc., dalším předsedou byl od roku 2004 do roku 2016 Ing. Jaroslav Martykán, současným předsedou je od roku 2016 Ing. Petr Holas.

## Symboly společnosti

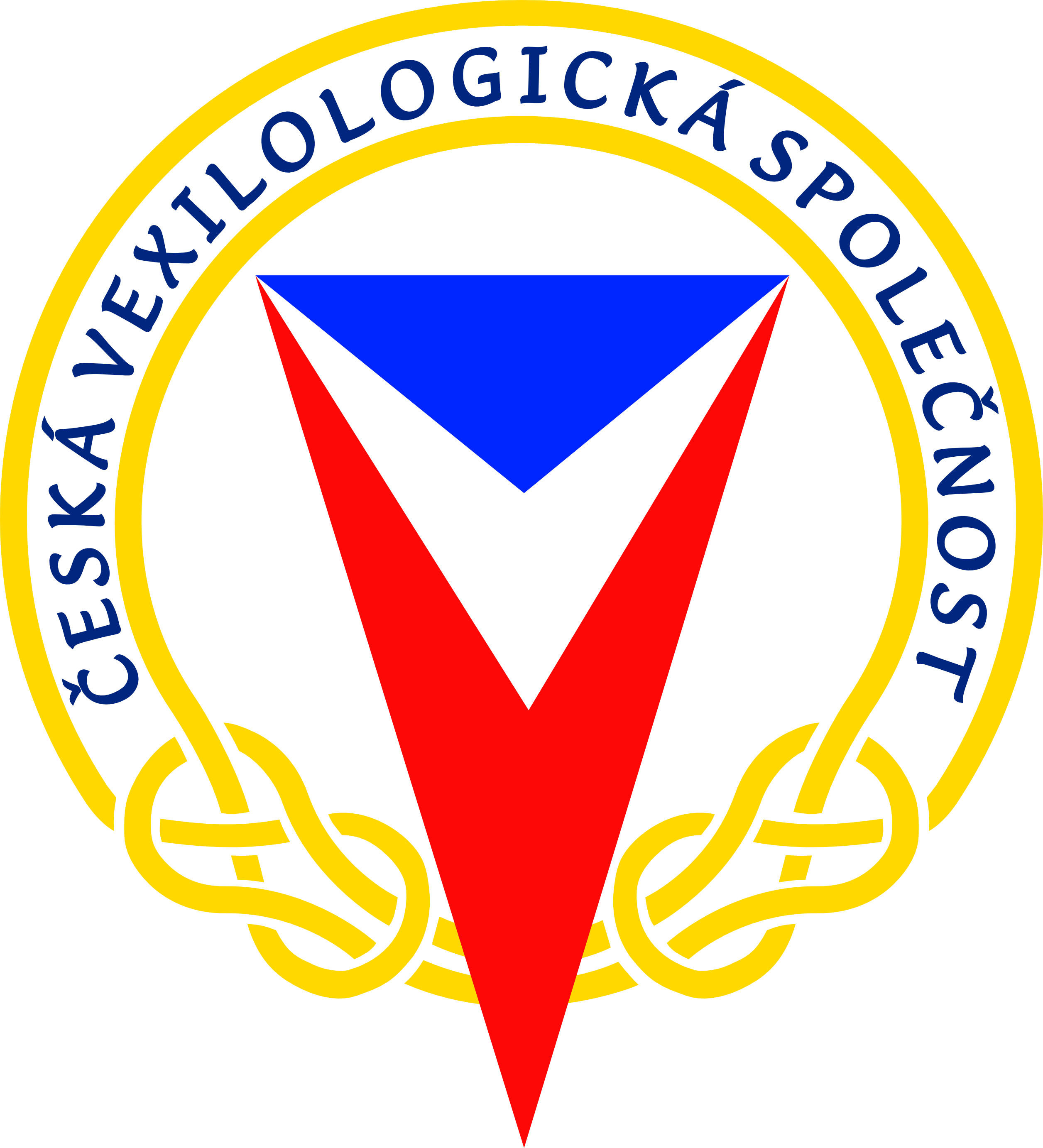
Emblém České vexilologické společnosti

Dne 6. března 1976 byla přijata vlajka. Je tvořena červeným listem, přes který je od žerdi položen bílý klín dosahující do středu vlajícího lemu a na něj další, modrý klín dosahující do středu vlajky. Vlajku Vexilologického klubu navrhl člen klubu PhDr. Zbyšek Svoboda. Změna názvu na Českou vexilologickou společnost nevedla ke změně vlajky společnosti, avšak byl vytvořen nový emblém ČVS, jehož autorem je Ing. Petr Exner.

## Kongresy
České národní vexilologické kongresy (ČNVK) se konají každé čtyři roky. Autorem všech kongresových vlajek byl zatím vždy Petr Exner.
| Pořadí | Rok  | Místo konání    | Kongresová vlajka | Poznámky |
| ------ | ---- | --------------- | ----------------- | --- |
| 1.     | 1996 | Hradec Králové  |                   | První vexilologický kongres ve střední a východní Evropě uspořádal ing. Petr Exner v Hradci Králové ve spolupráci s Muzeem východních Čech. Zúčastnil se jej dr. Whitney Smith, zakladatel moderní vexilologie. Kongresové ocenění získal první předseda ČVS dr. Ludvík Mucha.                            |
| 2.     | 2000 | Ústí nad Labem  |                   | Druhý vexilologický kongres zorganizoval ing. Aleš Brožek v Ústí nad Labem souběžně s česko-německým vexilologickým setkáním. Zúčastnil i se ho Alfred Znamierowski z Polska a Eva Turek ze Švédska. Kongresové ocenění získal autor znaku České republiky a vlajky prezidenta ČR z roku 1993 Jiří Louda. |
| 3.     | 2004 | Plzeň           |                   | Třetí vexilologický kongres proběhl v Plzni ve spolupráci se Studijní a vědeckou knihovnou Plzeňského kraje. Organizátorem byl Karel Černý, hlavním hostem tehdejší prezident FIAV Michel Lupant, kongresové ocenění získal německý vexilolog ing. Jiří Tenora.                                           |
| 4.     | 2008 | Přibyslav       |                   | Čtvrtý vexilologický kongres se uspořádal v Přibyslavi ve spolupráci s Centrem hasičského hnutí a městem Přibyslav Milan Týma. Pozvání opět přijali Alfred Znamierowski a Michel Lupant. Kongresové ocenění získal PhDr. Zbyšek Svoboda.                                                                  |
| 5.     | 2012 | Liberec         |                   | Pátý vexilologický kongres s organizační záštitou ing. Jana Vereščáka z firmy Libea, s. r. o. se odehrál v Liberci. Z dalekého Orenburgu přijel na kongres význačný ruský vexilolog Viktor Lomancov. Kongresové ocenění získal český vexilolog ing. Aleš Brožek.                                          |
| 6.     | 2016 | Ústí nad Orlicí |                   | Šestý kongres uspořádala ČVS také ve spolupráci s firmou zabývající se vlajkami, tentokrát Velebný a Fam, s. r. o, v Ústí nad Orlicí. Účastníkem kongresu byl autor státního znaku Gruzie Mamuka Gongadze. Kongresové ocenění získal ing. Petr Exner.                                                     |
| 7.     | 2020 | Frýdek-Místek   |                   | 4.–6. září 2020 |
| 8.     | 2024 | Prostějov       |                   | 4.–6. října 2024 |

## Činnost

### Národní registr vlajek a praporů
ČVS vede Národní registr vlajek a praporů, v kterém jsou evidovány vlajky, které nejsou stanoveny zákony České republiky (vlajky státní, krajů, měst, městských částí, obcí a vojenských újezdů).

### Publikační činnost
- Vexilologické názvosloví /Zbyšek Svoboda. -- V Praze : Vexilologický klub při Obvodním kulturním domě, 1972. -- 12 s.
- Odborné výrazy a stylistické konstrukce používané ve vexilologii = Terms and stylistic constructions used in vexillology = Fachausdrücke und stilistische Konstruktionen in der Vexillologie = Vyraženija i slovosočetanija upotrebljajemyje v veksillologii = Termes et locutions propres a la vexillologie = Términos y locusiones propios de la ciencia de las banderas / Josef Česák, Jiří Tenora. -- V Praze : Vexilologický klub při Obvodním kulturním domě, 1990. -- 55 s.
- Sborník přednášek z 1. českého národního vexilologického kongresu : Hradec Králové, 18.-19.V.1996. -- Hradec Králové : Středisko vexilologických informací, 1996 [v tiráži 1997]. -- 94 s.
- Sborník přednášek z 2. českého národního vexilologického kongresu : Ústí nad Labem, 8.-10.9.2000. -- Hradec Králové : Středisko vexilologických informací, 2001. -- 130 s.
- Sborník přednášek z 3. českého národního vexilologického kongresu. -- Praha : Vexilologický klub, [2005]. -- 113 s.
- Naše vlajka : vznik a vývoj české vlajky / Zbyšek Svoboda. -- Liberec : Libea, 2005. -- 15 s.
- Sborník přednášek z 4. českého národního vexilologického kongresu : Přibyslav, 13.-15.6.2008. -- 1. vyd.. -- [Hradec Králové] : Česká vexilologická společnost, 2008. -- 160 s.
- Sborník přednášek z 5. českého národního vexilologického kongresu : Liberec, 22.-24.6.2012. -- Liberec ; Praha : Česká vexilologická společnost, 2012. -- 200 s.
- Vlajky, prapory a jejich používání základní pravidla pro vyvěšování vlajek na území České republiky / Petr Exner, Pavel Fojtík, Zbyšek Svoboda : Libea 2013
- Sborník přednášek z 6. českého národního vexilologického kongresu : Ústí nad Orlicí, 24.- 26.6.2016. – Ústí nad Orlicí ; Praha : Česká vexilologická společnost, 2016. -- 120 s.